# Danh sách cầu thủ tham dự Giải vô địch bóng đá châu Âu 1988
Đây là các đội hình tham dự Giải vô địch bóng đá châu Âu 1988 ở Tây Đức, diễn ra từ 10 đến 25 tháng 6 năm 1988. Đội hình có tối đa 20 cầu thủ. Tuổi của cầu thủ được tính đến ngày khai mạc giải đấu (10 tháng 6 năm 1988).

## Bảng 1

### Đan Mạch
Huấn luyện viên:  Sepp Piontek
| Số | Vt | Cầu thủ                   | Ngày sinh (tuổi)            | Số trận | Câu lạc bộ        |
| -- | -- | ------------------------- | --------------------------- | ------- | ----------------- |
| 1  | TM | Troels Rasmussen          | 7 tháng 4, 1961 (27 tuổi)   | 27      | AGF               |
| 2  | HV | John Sivebæk              | 25 tháng 10, 1961 (26 tuổi) | 49      | Saint-Étienne     |
| 3  | HV | Søren Busk                | 10 tháng 4, 1953 (35 tuổi)  | 59      | Wiener SC         |
| 4  | HV | Morten Olsen (đội trưởng) | 14 tháng 8, 1949 (38 tuổi)  | 95      | 1. FC Köln        |
| 5  | HV | Ivan Nielsen              | 9 tháng 10, 1956 (31 tuổi)  | 42      | PSV               |
| 6  | TV | Søren Lerby               | 1 tháng 2, 1958 (30 tuổi)   | 64      | PSV               |
| 7  | TV | John Helt                 | 29 tháng 12, 1959 (28 tuổi) | 15      | Lyngby            |
| 8  | TV | Per Frimann               | 4 tháng 6, 1962 (26 tuổi)   | 14      | AGF               |
| 9  | HV | Jan Heintze               | 17 tháng 8, 1963 (24 tuổi)  | 5       | PSV               |
| 10 | TĐ | Preben Elkjær             | 11 tháng 9, 1957 (30 tuổi)  | 67      | Hellas Verona     |
| 11 | TV | Michael Laudrup           | 15 tháng 6, 1964 (23 tuổi)  | 43      | Juventus          |
| 12 | HV | Lars Olsen                | 2 tháng 2, 1961 (27 tuổi)   | 11      | Brøndby           |
| 13 | TV | John Jensen               | 3 tháng 5, 1965 (23 tuổi)   | 12      | Brøndby           |
| 14 | TV | Jesper Olsen              | 20 tháng 3, 1961 (27 tuổi)  | 40      | Manchester United |
| 15 | TĐ | Flemming Povlsen          | 3 tháng 12, 1966 (21 tuổi)  | 11      | 1. FC Köln        |
| 16 | TM | Peter Schmeichel          | 18 tháng 11, 1963 (24 tuổi) | 6       | Brøndby           |
| 17 | TV | Klaus Berggreen           | 3 tháng 2, 1958 (30 tuổi)   | 43      | Torino            |
| 18 | TĐ | John Eriksen              | 20 tháng 11, 1957 (30 tuổi) | 14      | Servette          |
| 19 | HV | Bjørn Kristensen          | 10 tháng 10, 1963 (24 tuổi) | 7       | AGF               |
| 20 | TV | Kim Vilfort               | 15 tháng 11, 1962 (25 tuổi) | 9       | Brøndby           |

### Ý
Huấn luyện viên: Azeglio Vicini
| Số | Vt | Cầu thủ                           | Ngày sinh (tuổi)            | Số trận | Câu lạc bộ     |
| -- | -- | --------------------------------- | --------------------------- | ------- | -------------- |
| 1  | TM | Walter Zenga                      | 28 tháng 4, 1960 (28 tuổi)  | 17      | Internazionale |
| 2  | HV | Franco Baresi                     | 8 tháng 5, 1960 (28 tuổi)   | 21      | Milan          |
| 3  | HV | Giuseppe Bergomi                  | 22 tháng 12, 1963 (24 tuổi) | 46      | Internazionale |
| 4  | HV | Roberto Cravero                   | 3 tháng 1, 1964 (24 tuổi)   | 0       | Torino         |
| 5  | HV | Ciro Ferrara                      | 11 tháng 2, 1967 (21 tuổi)  | 4       | Napoli         |
| 6  | HV | Riccardo Ferri                    | 20 tháng 8, 1963 (24 tuổi)  | 12      | Internazionale |
| 7  | HV | Giovanni Francini                 | 3 tháng 8, 1963 (24 tuổi)   | 7       | Napoli         |
| 8  | HV | Paolo Maldini                     | 26 tháng 6, 1968 (19 tuổi)  | 3       | Milan          |
| 9  | TV | Carlo Ancelotti                   | 10 tháng 6, 1959 (29 tuổi)  | 17      | Milan          |
| 10 | TV | Luigi De Agostini                 | 7 tháng 4, 1963 (25 tuổi)   | 10      | Juventus       |
| 11 | TV | Fernando De Napoli                | 15 tháng 3, 1964 (24 tuổi)  | 21      | Napoli         |
| 12 | TM | Stefano Tacconi                   | 13 tháng 5, 1957 (31 tuổi)  | 1       | Juventus       |
| 13 | TV | Luca Fusi                         | 7 tháng 6, 1963 (25 tuổi)   | 1       | Sampdoria      |
| 14 | TV | Giuseppe Giannini                 | 20 tháng 8, 1964 (23 tuổi)  | 15      | Roma           |
| 15 | TV | Phápsco Romano                    | 25 tháng 4, 1960 (28 tuổi)  | 0       | Napoli         |
| 16 | TĐ | Alessandro Altobelli (đội trưởng) | 28 tháng 11, 1955 (32 tuổi) | 57      | Internazionale |
| 17 | TV | Roberto Donadoni                  | 9 tháng 9, 1963 (24 tuổi)   | 16      | Milan          |
| 18 | TĐ | Roberto Mancini                   | 27 tháng 11, 1964 (23 tuổi) | 13      | Sampdoria      |
| 19 | TĐ | Ruggiero Rizzitelli               | 2 tháng 9, 1967 (20 tuổi)   | 2       | Cesena         |
| 20 | TĐ | Gianluca Vialli                   | 9 tháng 7, 1964 (23 tuổi)   | 25      | Sampdoria      |

### Tây Ban Nha
Huấn luyện viên: Miguel Muñoz
| Số | Vt | Cầu thủ                           | Ngày sinh (tuổi)            | Số trận | Câu lạc bộ      |
| -- | -- | --------------------------------- | --------------------------- | ------- | --------------- |
| 1  | TM | Andoni Zubizarreta                | 23 tháng 10, 1961 (26 tuổi) | 115     | Barcelona       |
| 2  | HV | Tomás Reñones                     | 9 tháng 8, 1960 (27 tuổi)   | 31      | Atlético Madrid |
| 3  | HV | José Antonio Camacho (đội trưởng) | 8 tháng 6, 1955 (33 tuổi)   | 73      | Real Madrid     |
| 4  | HV | Genar Andrinúa                    | 9 tháng 5, 1964 (24 tuổi)   | 66      | Athletic Bilbáo |
| 5  | TV | Víctor Muñoz                      | 15 tháng 3, 1957 (31 tuổi)  | 44      | Barcelona       |
| 6  | TV | Ramón Calderé                     | 16 tháng 1, 1959 (29 tuổi)  | 21      | Barcelona       |
| 7  | TĐ | Julio Salinas                     | 11 tháng 9, 1962 (25 tuổi)  | 30      | Atlético Madrid |
| 8  | HV | Manuel Sanchís                    | 23 tháng 3, 1965 (23 tuổi)  | 13      | Real Madrid     |
| 9  | TĐ | Emilio Butragueño                 | 22 tháng 7, 1963 (24 tuổi)  | 19      | Real Madrid     |
| 10 | TĐ | Eloy                              | 10 tháng 7, 1964 (23 tuổi)  | 32      | Sporting Gijón  |
| 11 | HV | Rafael Gordillo                   | 24 tháng 2, 1957 (31 tuổi)  | 61      | Real Madrid     |
| 12 | HV | Diego Rodríguez Fernández         | 20 tháng 4, 1960 (28 tuổi)  | 1       | Real Betis      |
| 13 | TM | Francisco Buyo                    | 13 tháng 1, 1958 (30 tuổi)  | 2       | Real Madrid     |
| 14 | TV | Ricardo Gallego                   | 8 tháng 2, 1959 (29 tuổi)   | 44      | Real Madrid     |
| 15 | TV | Eusebio                           | 13 tháng 4, 1964 (24 tuổi)  | 17      | Atlético Madrid |
| 16 | TV | José Mari Bakero                  | 11 tháng 2, 1963 (25 tuổi)  | 3       | Real Sociedad   |
| 17 | TV | Txiki Begiristain                 | 12 tháng 8, 1964 (23 tuổi)  | 12      | Real Sociedad   |
| 18 | HV | Miquel Soler                      | 13 tháng 3, 1965 (23 tuổi)  | 23      | Espanyol        |
| 19 | TV | Rafael Martín Vázquez             | 25 tháng 9, 1965 (22 tuổi)  | 3       | Real Madrid     |
| 20 | TV | Míchel                            | 23 tháng 3, 1963 (25 tuổi)  | 1       | Real Madrid     |

### Tây Đức
Huấn luyện viên: Franz Beckenbauer
| Số | Vt | Cầu thủ                      | Ngày sinh (tuổi)            | Số trận | Câu lạc bộ           |
| -- | -- | ---------------------------- | --------------------------- | ------- | -------------------- |
| 1  | TM | Eike Immel                   | 27 tháng 11, 1960 (27 tuổi) | 15      | VfB Stuttgart        |
| 2  | HV | Guido Buchwald               | 24 tháng 1, 1961 (27 tuổi)  | 18      | VfB Stuttgart        |
| 3  | HV | Andreas Brehme               | 9 tháng 11, 1960 (27 tuổi)  | 36      | Bayern Munich        |
| 4  | HV | Jürgen Kohler                | 6 tháng 10, 1965 (22 tuổi)  | 15      | 1. FC Köln           |
| 5  | HV | Matthias Herget              | 14 tháng 11, 1955 (32 tuổi) | 34      | KFC Uerdingen        |
| 6  | HV | Uli Borowka                  | 19 tháng 5, 1962 (26 tuổi)  | 2       | Werder Bremen        |
| 7  | TV | Pierre Littbarski            | 16 tháng 4, 1960 (28 tuổi)  | 53      | 1. FC Köln           |
| 8  | TV | Lothar Matthäus (đội trưởng) | 21 tháng 3, 1961 (27 tuổi)  | 61      | Bayern Munich        |
| 9  | TĐ | Rudi Völler                  | 13 tháng 4, 1960 (28 tuổi)  | 49      | Roma                 |
| 10 | TV | Olaf Thon                    | 1 tháng 5, 1966 (22 tuổi)   | 24      | Schalke 04           |
| 11 | TĐ | Frank Mill                   | 23 tháng 7, 1958 (29 tuổi)  | 10      | BoNga Dortmund       |
| 12 | TM | Bodo Illgner                 | 7 tháng 4, 1967 (21 tuổi)   | 3       | 1. FC Köln           |
| 13 | TV | Wolfram Wuttke               | 17 tháng 11, 1961 (26 tuổi) | 3       | 1. FC Kaiserslautern |
| 14 | HV | Thomas Berthold              | 12 tháng 11, 1964 (23 tuổi) | 26      | Hellas Verona        |
| 15 | HV | Hans Pflügler                | 27 tháng 3, 1960 (28 tuổi)  | 6       | Bayern Munich        |
| 16 | TĐ | Dieter Eckstein              | 12 tháng 3, 1964 (24 tuổi)  | 5       | 1. FC Nürnberg       |
| 17 | TV | Hans Dorfner                 | 3 tháng 7, 1965 (22 tuổi)   | 5       | Bayern Munich        |
| 18 | TĐ | Jürgen Klinsmann             | 30 tháng 7, 1964 (23 tuổi)  | 5       | VfB Stuttgart        |
| 19 | HV | Gunnar Sauer                 | 11 tháng 6, 1964 (23 tuổi)  | 0       | Werder Bremen        |
| 20 | TV | Wolfgang Rolff               | 26 tháng 12, 1959 (28 tuổi) | 31      | Bayer Leverkusen     |

## Bảng 2

### Anh
Huấn luyện viên: Bobby Robson
| Số | Vt | Cầu thủ                   | Ngày sinh (tuổi)            | Số trận | Câu lạc bộ        |
| -- | -- | ------------------------- | --------------------------- | ------- | ----------------- |
| 1  | TM | Peter Shilton             | 18 tháng 9, 1949 (38 tuổi)  | 98      | Derby County      |
| 2  | HV | Gary Stevens              | 27 tháng 3, 1963 (25 tuổi)  | 23      | Everton           |
| 3  | HV | Kenny Sansom              | 26 tháng 9, 1958 (29 tuổi)  | 83      | Arsenal           |
| 4  | TV | Neil Webb                 | 30 tháng 7, 1963 (24 tuổi)  | 7       | Nottingham Forest |
| 5  | HV | Dave Watson               | 20 tháng 11, 1961 (26 tuổi) | 11      | Everton           |
| 6  | HV | Tony Adams                | 10 tháng 10, 1966 (21 tuổi) | 11      | Arsenal           |
| 7  | TV | Bryan Robson (đội trưởng) | 11 tháng 1, 1957 (31 tuổi)  | 66      | Manchester United |
| 8  | TV | Trevor Steven             | 21 tháng 9, 1963 (24 tuổi)  | 23      | Everton           |
| 9  | TĐ | Peter Beardsley           | 18 tháng 1, 1961 (27 tuổi)  | 24      | Liverpool         |
| 10 | TĐ | Gary Lineker              | 30 tháng 11, 1960 (27 tuổi) | 32      | Barcelona         |
| 11 | TV | John Barnes               | 7 tháng 11, 1963 (24 tuổi)  | 39      | Liverpool         |
| 12 | TV | Chris Waddle              | 14 tháng 12, 1960 (27 tuổi) | 34      | Tottenham Hotspur |
| 13 | TM | Chris Woods               | 14 tháng 11, 1959 (28 tuổi) | 12      | Rangers           |
| 14 | HV | Viv Anderson              | 29 tháng 7, 1956 (31 tuổi)  | 30      | Manchester United |
| 15 | TV | Steve McMahon             | 20 tháng 8, 1961 (26 tuổi)  | 3       | Liverpool         |
| 16 | TV | Peter Reid                | 20 tháng 6, 1956 (31 tuổi)  | 13      | Everton           |
| 17 | TV | Glenn Hoddle              | 27 tháng 10, 1957 (30 tuổi) | 50      | Monaco            |
| 18 | TĐ | Mark Hateley              | 7 tháng 11, 1961 (26 tuổi)  | 28      | Monaco            |
| 19 | HV | Mark Wright               | 1 tháng 8, 1963 (24 tuổi)   | 20      | Derby County      |
| 20 | HV | Tony Dorigo               | 31 tháng 12, 1965 (22 tuổi) | 0       | Chelsea           |

### Hà Lan
Huấn luyện viên: Rinus Michels
| Số | Vt | Cầu thủ                  | Ngày sinh (tuổi)            | Số trận | Câu lạc bộ      |
| -- | -- | ------------------------ | --------------------------- | ------- | --------------- |
| 1  | TM | Hans van Breukelen       | 4 tháng 10, 1956 (31 tuổi)  | 35      | PSV             |
| 2  | HV | Adri van Tiggelen        | 16 tháng 6, 1957 (30 tuổi)  | 24      | Anderlecht      |
| 3  | HV | Sjaak Troost             | 28 tháng 8, 1959 (28 tuổi)  | 3       | Feyenoord       |
| 4  | HV | Ronald Koeman            | 21 tháng 3, 1963 (25 tuổi)  | 23      | PSV             |
| 5  | TV | Aron Winter              | 1 tháng 3, 1967 (21 tuổi)   | 6       | Ajax            |
| 6  | HV | Berry van Aerle          | 8 tháng 12, 1962 (25 tuổi)  | 6       | PSV             |
| 7  | TV | Gerald Vanenburg         | 5 tháng 3, 1964 (24 tuổi)   | 22      | PSV             |
| 8  | TV | Arnold Mühren            | 2 tháng 5, 1951 (37 tuổi)   | 18      | Ajax            |
| 9  | TĐ | John Bosman              | 1 tháng 2, 1965 (23 tuổi)   | 12      | Ajax            |
| 10 | TV | Ruud Gullit (đội trưởng) | 1 tháng 9, 1962 (25 tuổi)   | 34      | Milan           |
| 11 | TV | John van 't Schip        | 30 tháng 12, 1963 (24 tuổi) | 16      | Ajax            |
| 12 | TĐ | Marco van Basten         | 31 tháng 10, 1964 (23 tuổi) | 19      | Milan           |
| 13 | TV | Erwin Koeman             | 20 tháng 9, 1961 (26 tuổi)  | 10      | KV Mechelen     |
| 14 | TĐ | Wim Kieft                | 12 tháng 11, 1962 (25 tuổi) | 15      | PSV             |
| 15 | HV | Wim Koevermans           | 28 tháng 6, 1960 (27 tuổi)  | 1       | Fortuna Sittard |
| 16 | TM | Joop Hiele               | 25 tháng 12, 1958 (29 tuổi) | 4       | Feyenoord       |
| 17 | TV | Frank Rijkaard           | 30 tháng 9, 1962 (25 tuổi)  | 26      | Zaragoza        |
| 18 | HV | Wilbert Suvrijn          | 26 tháng 10, 1962 (25 tuổi) | 6       | Roda JC         |
| 19 | TV | Hendrie Krüzen           | 24 tháng 11, 1964 (23 tuổi) | 3       | Den Bosch       |
| 20 | TV | Jan Wouters              | 17 tháng 7, 1960 (27 tuổi)  | 14      | Ajax            |

### Cộng hòa Ireland
Huấn luyện viên:  Jack Charlton
| Số | Vt | Cầu thủ                      | Ngày sinh (tuổi)            | Số trận | Câu lạc bộ          |
| -- | -- | ---------------------------- | --------------------------- | ------- | ------------------- |
| 1  | TM | Packie Bonner                | 24 tháng 5, 1960 (28 tuổi)  | 23      | Celtic              |
| 2  | HV | Chris Morris                 | 24 tháng 12, 1963 (24 tuổi) | 5       | Celtic              |
| 3  | HV | Chris Hughton                | 11 tháng 12, 1958 (29 tuổi) | 36      | Tottenham Hotspur   |
| 4  | HV | Mick McCarthy                | 7 tháng 2, 1959 (29 tuổi)   | 27      | Celtic              |
| 5  | HV | Kevin Moran                  | 29 tháng 4, 1956 (32 tuổi)  | 36      | Manchester United   |
| 6  | TV | Ronnie Whelan                | 25 tháng 9, 1961 (26 tuổi)  | 26      | Liverpool           |
| 7  | TV | Paul McGrath                 | 4 tháng 12, 1959 (28 tuổi)  | 23      | Manchester United   |
| 8  | TV | Ray Houghton                 | 9 tháng 1, 1962 (26 tuổi)   | 15      | Liverpool           |
| 9  | TĐ | John Aldridge                | 18 tháng 9, 1958 (29 tuổi)  | 15      | Liverpool           |
| 10 | TĐ | Frank Stapleton (đội trưởng) | 10 tháng 7, 1956 (31 tuổi)  | 63      | Derby County        |
| 11 | TV | Tony Galvin                  | 12 tháng 7, 1956 (31 tuổi)  | 24      | Sheffield Wednesday |
| 12 | TĐ | Tony Cascarino               | 1 tháng 9, 1962 (25 tuổi)   | 5       | Millwall            |
| 13 | TV | Liam O'Brien                 | 5 tháng 9, 1964 (23 tuổi)   | 6       | Manchester United   |
| 14 | TĐ | David Kelly                  | 25 tháng 11, 1965 (22 tuổi) | 3       | Walsall             |
| 15 | TV | Kevin Sheedy                 | 21 tháng 10, 1959 (28 tuổi) | 13      | Everton             |
| 16 | TM | Gerry Peyton                 | 20 tháng 5, 1956 (32 tuổi)  | 24      | AFC Bournemouth     |
| 17 | TĐ | John Byrne                   | 1 tháng 2, 1961 (27 tuổi)   | 14      | Le Havre            |
| 18 | TĐ | John Sheridan                | 1 tháng 10, 1964 (23 tuổi)  | 4       | Leeds United        |
| 19 | HV | John Anderson                | 7 tháng 10, 1959 (28 tuổi)  | 15      | Newcastle United    |
| 20 | TĐ | Niall Quinn                  | 6 tháng 10, 1966 (21 tuổi)  | 9       | Arsenal             |

### Liên Xô
Huấn luyện viên: Valeri Lobanovsky
| Số | Vt | Cầu thủ                    | Ngày sinh (tuổi)           | Số trận | Câu lạc bộ            |
| -- | -- | -------------------------- | -------------------------- | ------- | --------------------- |
| 1  | TM | Rinat Dasayev (đội trưởng) | 13 tháng 6, 1957 (30 tuổi) | 77      | Spartak Moskva        |
| 2  | HV | Volodymyr Bessonov         | 5 tháng 3, 1958 (30 tuổi)  | 67      | Dynamo Kyiv           |
| 3  | HV | Vagiz Khidiyatullin        | 3 tháng 3, 1959 (29 tuổi)  | 42      | Spartak Moskva        |
| 4  | HV | Oleg Kuznetsov             | 22 tháng 3, 1963 (25 tuổi) | 26      | Dynamo Kyiv           |
| 5  | HV | Anatoliy Demyanenko        | 19 tháng 2, 1959 (29 tuổi) | 65      | Dynamo Kyiv           |
| 6  | TV | Vasiliy Rats               | 25 tháng 4, 1961 (27 tuổi) | 23      | Dynamo Kyiv           |
| 7  | TĐ | Sergei Aleinikov           | 7 tháng 11, 1961 (26 tuổi) | 41      | Dinamo Minsk          |
| 8  | TV | Gennadiy Litovchenko       | 11 tháng 9, 1963 (24 tuổi) | 32      | Dynamo Kyiv           |
| 9  | TV | Aleksandr Zavarov          | 26 tháng 4, 1961 (27 tuổi) | 23      | Dynamo Kyiv           |
| 10 | TĐ | Oleg Protasov              | 4 tháng 2, 1964 (24 tuổi)  | 35      | Dynamo Kyiv           |
| 11 | TĐ | Igor Belanov               | 25 tháng 9, 1960 (27 tuổi) | 22      | Dynamo Kyiv           |
| 12 | HV | Ivan Vyshnevskyi           | 21 tháng 2, 1957 (31 tuổi) | 6       | Dnipro Dnipropetrovsk |
| 13 | HV | Tengiz Sulakvelidze        | 23 tháng 7, 1956 (31 tuổi) | 47      | Dinamo Tbilisi        |
| 14 | HV | Vyacheslav Sukristov       | 1 tháng 1, 1961 (27 tuổi)  | 3       | Žalgiris              |
| 15 | TV | Alexei Mikhailichenko      | 30 tháng 3, 1963 (25 tuổi) | 7       | Dynamo Kyiv           |
| 16 | TM | Viktor Chanov              | 21 tháng 7, 1959 (28 tuổi) | 7       | Dynamo Kyiv           |
| 17 | TĐ | Sergey Dmitriyev           | 19 tháng 3, 1964 (24 tuổi) | 6       | Zenit Leningrad       |
| 18 | TV | Sergey Gotsmanov           | 27 tháng 3, 1959 (29 tuổi) | 25      | Dinamo Minsk          |
| 19 | HV | Sergei Baltacha            | 17 tháng 2, 1958 (30 tuổi) | 44      | Dynamo Kyiv           |
| 20 | TV | Viktor Pasulko             | 1 tháng 1, 1961 (27 tuổi)  | 6       | Spartak Moskva        |